# برغش

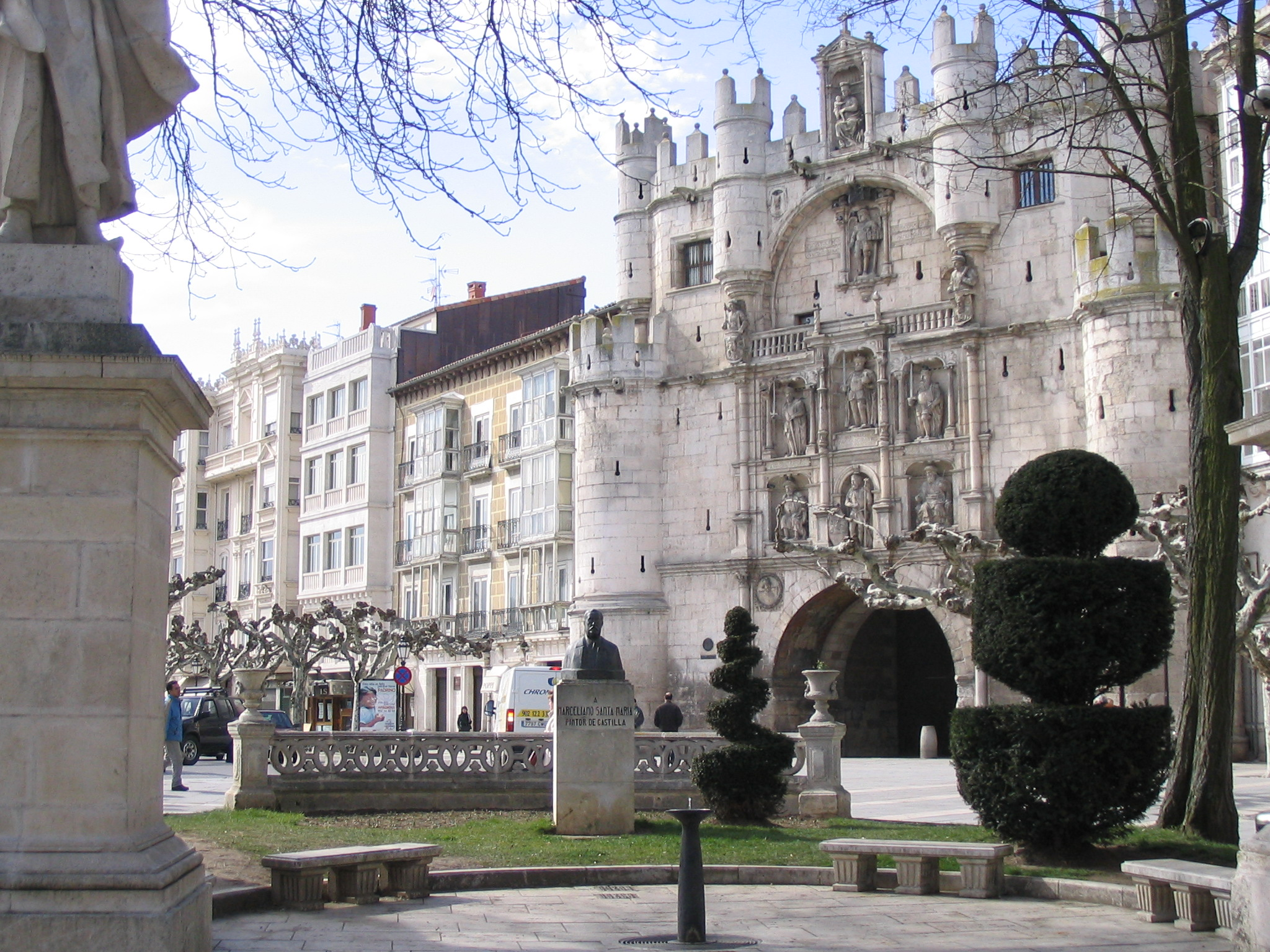
بوابة أركو دي سانتا ماريا

برغش أو نقحرةً: بورغوس (بالإسبانية: Burgos)‏، هي مدينة وبلدية تقع في منطقة قشتالة وليون، وهي عاصمة مقاطعة برغش في وسط شمال إسبانيا. يبلغ عدد سكانها حوالي 178,966 نسمة و16000 نسمة في ضواحي برغش.

## المناخ
يظهر الجدول التالي التغييرات المناخية على مدار السنة لبرغش:
| البيانات المناخية لـبرغش                | البيانات المناخية لـبرغش | البيانات المناخية لـبرغش | البيانات المناخية لـبرغش | البيانات المناخية لـبرغش | البيانات المناخية لـبرغش | البيانات المناخية لـبرغش | البيانات المناخية لـبرغش | البيانات المناخية لـبرغش | البيانات المناخية لـبرغش | البيانات المناخية لـبرغش | البيانات المناخية لـبرغش | البيانات المناخية لـبرغش | البيانات المناخية لـبرغش |
| الشهر                                   | يناير                    | فبراير                   | مارس                     | أبريل                    | مايو                     | يونيو                    | يوليو                    | أغسطس                    | سبتمبر                   | أكتوبر                   | نوفمبر                   | ديسمبر                   | المعدل السنوي            |
| --------------------------------------- | ------------------------ | ------------------------ | ------------------------ | ------------------------ | ------------------------ | ------------------------ | ------------------------ | ------------------------ | ------------------------ | ------------------------ | ------------------------ | ------------------------ | ------------------------ |
| الدرجة القصوى °م (°ف)                   | 19.0 (66.2)              | 22.4 (72.3)              | 24.5 (76.1)              | 28.0 (82.4)              | 33.4 (92.1)              | 36.9 (98.4)              | 37.8 (100.0)             | 38.8 (101.8)             | 36.8 (98.2)              | 29.1 (84.4)              | 24.0 (75.2)              | 21.0 (69.8)              | 38.8 (101.8)             |
| متوسط درجة الحرارة الكبرى °م (°ف)       | 7.0 (44.6)               | 9.0 (48.2)               | 12.9 (55.2)              | 14.4 (57.9)              | 18.4 (65.1)              | 23.7 (74.7)              | 27.6 (81.7)              | 27.5 (81.5)              | 23.3 (73.9)              | 17.2 (63.0)              | 10.9 (51.6)              | 7.7 (45.9)               | 16.6 (61.9)              |
| المتوسط اليومي °م (°ف)                  | 3.1 (37.6)               | 4.1 (39.4)               | 7.0 (44.6)               | 8.6 (47.5)               | 12.2 (54.0)              | 16.5 (61.7)              | 19.5 (67.1)              | 19.5 (67.1)              | 16.1 (61.0)              | 11.5 (52.7)              | 6.6 (43.9)               | 3.9 (39.0)               | 10.7 (51.3)              |
| متوسط درجة الحرارة الصغرى °م (°ف)       | −0.8 (30.6)              | −0.8 (30.6)              | 1.1 (34.0)               | 2.7 (36.9)               | 5.9 (42.6)               | 9.2 (48.6)               | 11.5 (52.7)              | 11.5 (52.7)              | 8.9 (48.0)               | 5.9 (42.6)               | 2.1 (35.8)               | 0.2 (32.4)               | 4.8 (40.6)               |
| أدنى درجة حرارة °م (°ف)                 | −22.0 (−7.6)             | −17.6 (0.3)              | −12.0 (10.4)             | −6.2 (20.8)              | −7.6 (18.3)              | 0.0 (32.0)               | 0.1 (32.2)               | 0.8 (33.4)               | −1.4 (29.5)              | −5.0 (23.0)              | −9.9 (14.2)              | −17.1 (1.2)              | −22.0 (−7.6)             |
| الهطول مم (إنش)                         | 44 (1.7)                 | 35 (1.4)                 | 34 (1.3)                 | 61 (2.4)                 | 63 (2.5)                 | 41 (1.6)                 | 23 (0.9)                 | 23 (0.9)                 | 38 (1.5)                 | 60 (2.4)                 | 60 (2.4)                 | 63 (2.5)                 | 546 (21.5)               |
| متوسط الأيام الممطرة                    | 8                        | 7                        | 6                        | 9                        | 7                        | 6                        | 4                        | 3                        | 5                        | 8                        | 9                        | 9                        | 81                       |
| متوسط الأيام المثلجة                    | 5                        | 4                        | 3                        | 2                        | 0                        | 0                        | 0                        | 0                        | 0                        | 0                        | 2                        | 3                        | 19                       |
| ساعات سطوع الشمس الشهرية                | 86                       | 116                      | 175                      | 185                      | 226                      | 277                      | 320                      | 292                      | 220                      | 151                      | 99                       | 78                       | 2٬223                    |
| المصدر: Agencia Estatal de Meteorología |                          |                          |                          |                          |                          |                          |                          |                          |                          |                          |                          |                          |                          |

## معرض صور

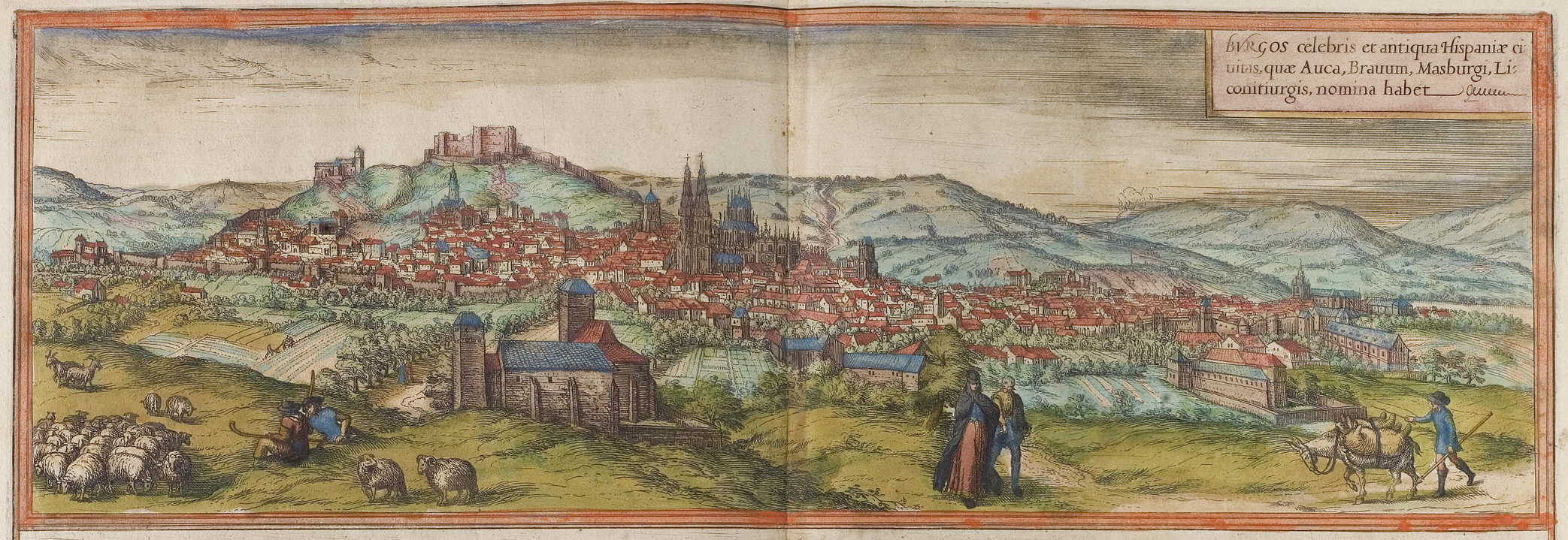
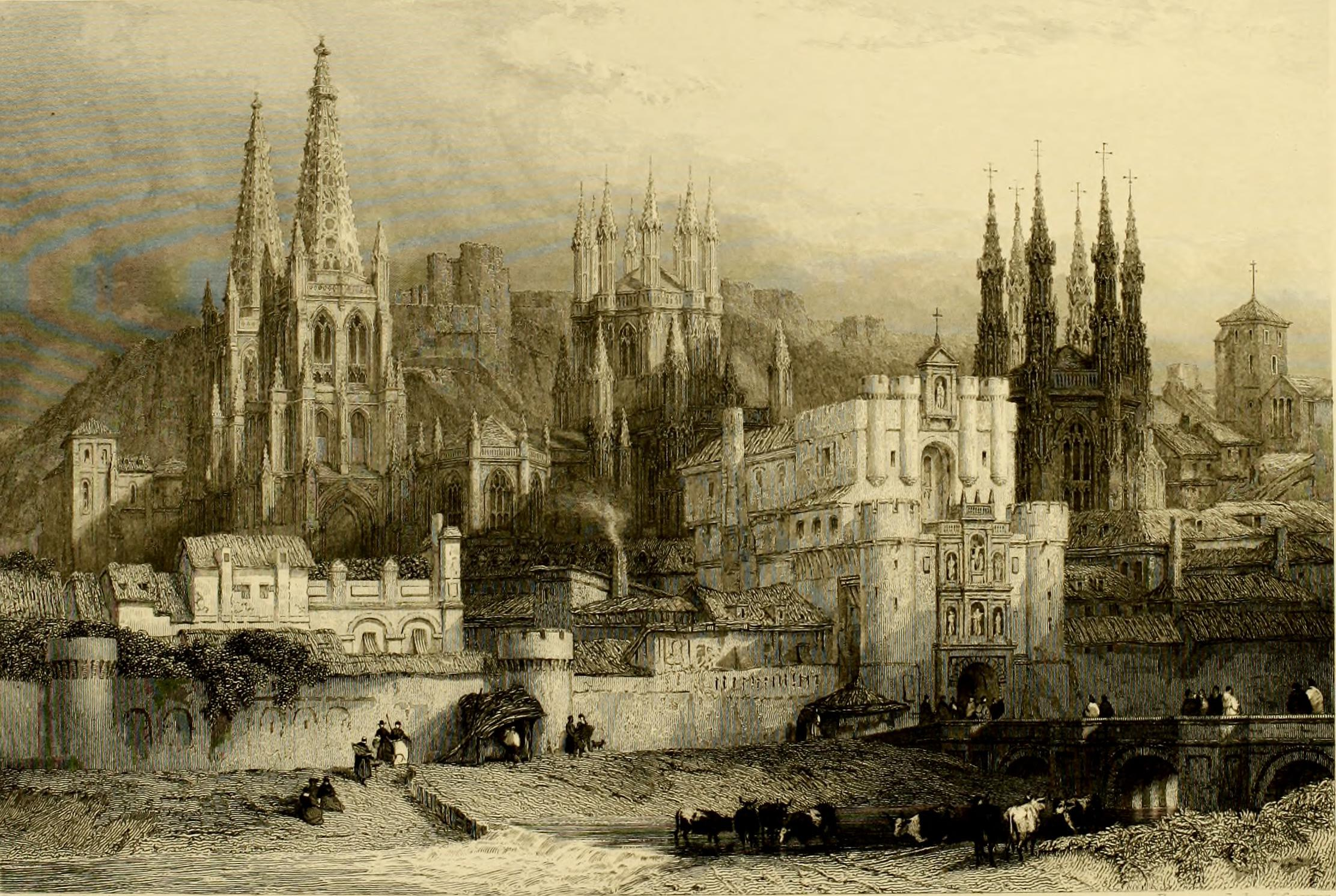
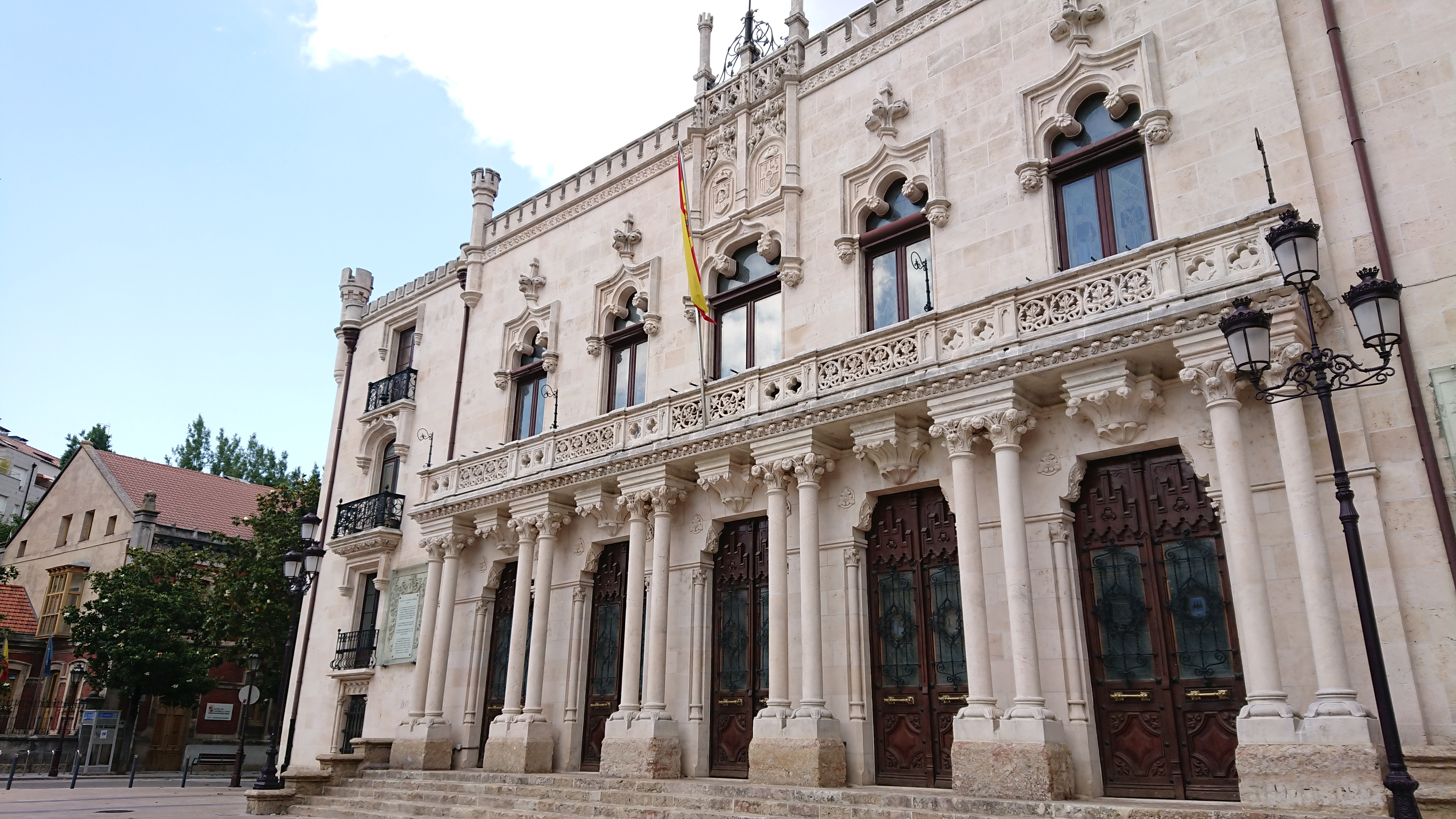
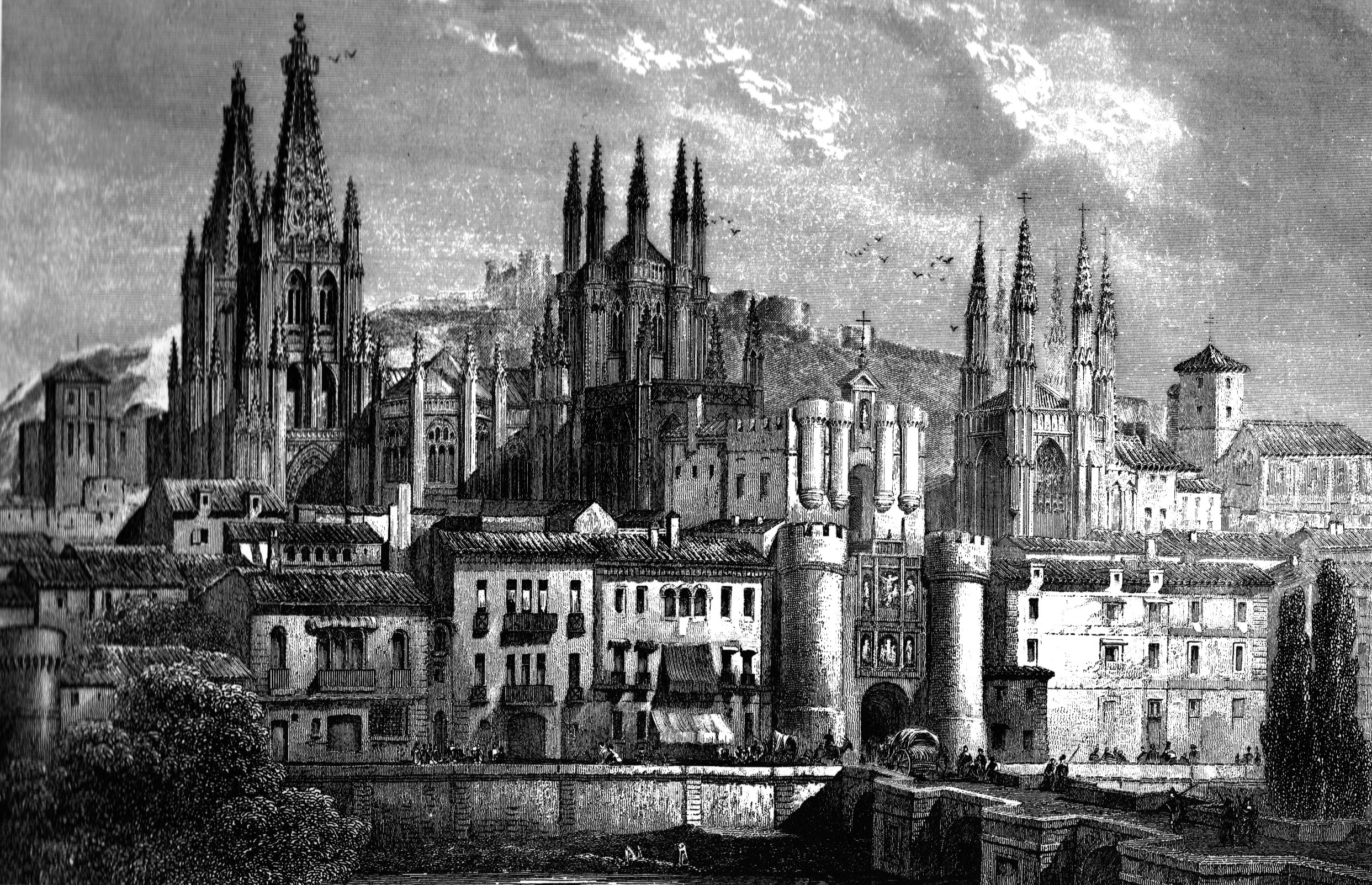
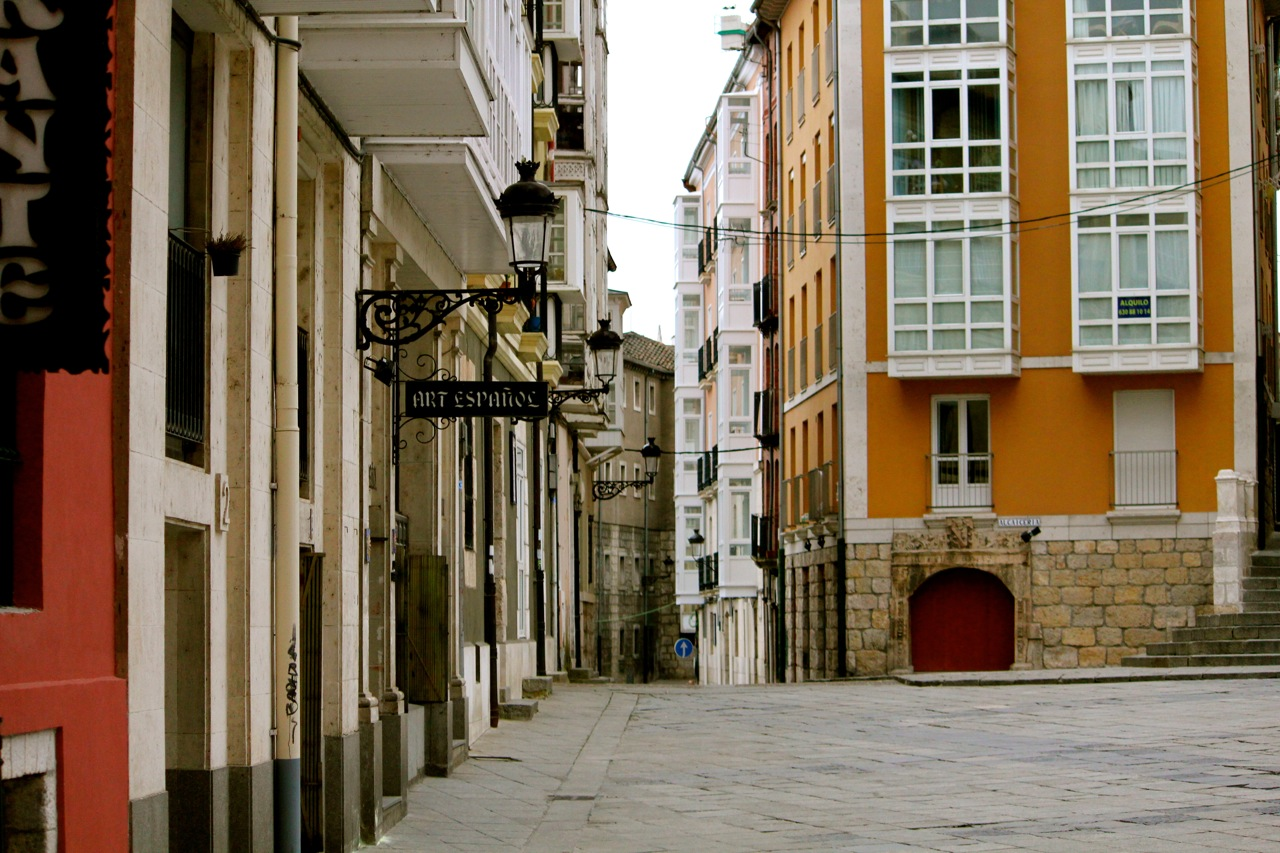

## توأمة
لبرغش اتفاقيات توأمة مع كل من:
- Loudun [الإنجليزية]‏
- San Juan de los Lagos [الإنجليزية]‏
- بيساك
- بروج
- بلنسية
- فيتشنزا
- سطات

## أعلام
- إليانور الإنجليزية
- فرانثيسكو دي فيتوريا
- ألونسو بيريث دي بيبرو
- هنري الثالث ملك قشتالة
- بيدرو ملك قشتالة
- مانويل رويث ثوريا